# Barholm
Barholm är en by i civil parish Barholm and Stowe, i distriktet South Kesteven, i grevskapet Lincolnshire, i England. Byn är belägen 7 km från Stamford. Barholm var en civil parish fram till 1931 när blev den en del av Barholm and Stowe, Market Deeping, Baston och Langtoft. Civil parish hade 170 invånare år 1921. Byn nämndes i Domedagsboken (Domesday Book) år 1086, och kallades då Bercaham/Berc(he)ham.